# Wałczyk szpilkowiec
Wałczyk szpilkowiec (Magdalis phlegmatica) – gatunek chrząszcza z rodziny ryjkowcowatych i podrodziny Mesoptiliinae. Zamieszkuje Europę, Zakaukazie i Syberię. Zarówno larwy, jak i postacie dorosłe są fitofagami świerku pospolitego i sosny pospolitej.

## Taksonomia
Gatunek ten opisany został po raz pierwszy w 1797 roku przez Johanna Friedricha Wilhelma Herbsta pod nazwą Curculio phlegmaticus.

## Morfologia
Chrząszcz o ciele długości od 4 do 5,8 mm. Wierzch ciała ma w całości ciemnoniebieski lub ciemnozielony, rzadko czarny, zaś trzonki i biczyki czułków, a rzadko też stopy ciemnobrunatne; reszta ciała jest czarna. Stożkowata głowa ma mocno wypukłe, prawie stożkowate oczy. Ryjek jest dłuższy od głowy, zakrzywiony. Przedplecze zazwyczaj jest dłuższe niż szersze, gęsto punktowane, na przedzie przewężone. Boki przedplecza od przewężenia lekko rozszerzają się ku wyciągniętym w tył i słabo odgiętym na zewnątrz kątom tylnym. Tarczka jest dość duża, w przedniej części pochylona w dół, w tylnej leżąca na poziomie pokryw. Pokrywy są trochę szersze od nasady przedplecza, wydłużone i dość mocno ku tyłowi rozszerzone. Rzędy mają niewgłębione, gęsto i prostokątnie punktowane, zaś międzyrzędy z jednym lub dwoma szeregami grubych, gęsto rozmieszczonych punktów i marszczeniem między nimi. Odnóża przedniej pary stykają się biodrami. Uda wszystkich par mają ząbki.

## Ekologia i występowanie
Owad ten zasiedla głównie lasy. Zarówno larwy, jak i postacie dorosłe są fitofagami świerku pospolitego i sosny pospolitej. Owady dorosłe żerują od kwietnia do lipca na pędach i pąkach rośliny żywicielskiej. Jaja składane są od kwietnia do czerwca pod korę. Larwy są ksylofagami. Żerują na łyku i drewnie bielastym obumierających gałęzi, drążąc w nich korytarze. Zimują w korytarzach i wczesną wiosną tam się przepoczwarczają.
Gatunek palearktyczny, znany z Wielkiej Brytanii, Francji, Holandii, Niemiec, Szwajcarii, Austrii, Włoch, Danii, Szwecji, Norwegii, Finlandii, Polski, Czech, Słowacji, Węgier, Ukrainy, Mołdawii, Rumunii, Bułgarii, Gruzji oraz europejskiej i syberyjskiej części Rosji. W Polsce jest owadem spotykanym rzadko, choć w całym kraju.